# Harpullia peekeliana
Harpullia peekeliana är en kinesträdsväxtart som beskrevs av Melch.. Harpullia peekeliana ingår i släktet Harpullia och familjen kinesträdsväxter. Inga underarter finns listade i Catalogue of Life.